# Санхон-Росо
Санхон-Росо (исп. Zanjón Rozo) — временный водоток в Колумбии. Расположен в департаменте Валье-дель-Каука, в западной части страны, в 290 км к западу от её столицы Боготы.

## Природные условия
В области размещения водотока преобладает саванный климат. Средняя годовая температура в его районе — 23 °C. Тёплым месяцем является февраль, когда средняя температура составляет 24 °C, а холодным — июнь с 20 °C. Среднегодовое количество осадков составляет 1874 мм. Дождливый месяц — октябрь, в среднем 229 мм осадков, а засушливый — июль, с 64 мм осадков.